# سحر أسلم
سحر أسلم (20 ديسمبر 1982 في جمهورية أيرلندا - ) (بالإنجليزية: Sahar Aslam)‏ هي لاعبة كريكت أيرلندية. شاركت مع منتخب اسكتلندا الوطني للكريكت.

## وصلات خارجية
- سحر أسلم على موقع إي آس بي آن كريك إنفو (الإنجليزية)